# فرودگاه سن اندرس
فرودگاه سن اندرس (به انگلیسی: San Andros Airport) یک فرودگاه همگانی با کد یاتا SAQ است که یک باند فرود آسفالت دارد و طول باند آن ۱۵۲۴ متر است. این فرودگاه در کشور باهاما قرار دارد .

## شرکت‌های هواپیمایی و مقصدهای پروازی
Scheduled passenger service from this airport is provided by the following airlines:
| شرکت‌های هواپیمایی | مقصدهای پروازی       |
| ----------------- | -------------------- |
| Locair            | فورت لادردیل–هالیوود |
| Western Air       | لیندن پیندلینگ       |
| AirExpress        | لیندن پیندلینگ       |